# Gandara
Gandara è una municipalità di terza classe delle Filippine, situata nella Provincia di Samar, nella regione di Visayas Orientale.
Gandara è formata da 69 baranggay:
- Adela Heights (Pob.)
- Arong
- Balocawe
- Bangahon
- Beslig
- Buao
- Bunyagan
- Burabod I (Pob.)
- Burabod II (Pob.)
- Calirocan
- Canhumawid
- Caparangasan
- Caranas
- Carmona
- Casab-ahan
- Casandig
- Catorse De Agosto
- Caugbusan
- Concepcion
- Diaz
- Dumalo-ong (Pob.)
- Elcano
- Gerali

- Gereganan
- Giaboc
- Hampton
- Hetebac
- Himamaloto
- Hinayagan
- Hinugacan
- Hiparayan (Kinonongan)
- Jasminez
- Lungib
- Mabuhay
- Macugo
- Malayog
- Marcos
- Minda (Pob.)
- Nacube
- Nalihugan
- Napalisan
- Natimonan
- Ngoso
- Palambrag
- Palanas
- Piñaplata

- Pizarro
- Pologon
- Purog
- Rawis
- Rizal
- Samoyao
- San Agustin
- San Antonio
- San Enrique
- San Francisco
- San Isidro (Dao)
- San Jose
- San Miguel
- San Pelayo
- San Ramon
- Santa Elena
- Santo Niño
- Senibaran (Villa Leona)
- Sidmon
- Tagnao
- Tambongan
- Tawiran
- Tigbawon